# Tirreno-Adriático
Tirreno-Adriático – profesjonalny wyścig kolarski, rozgrywany co roku w marcu i trwający jeden tydzień. Należy do UCI World Tour, serii najważniejszych wyścigów kolarskich.
Bywa nazywany „wyścigiem dwóch mórz”, jako że jego trasa wiedzie przez Włochy, od wybrzeża Morza Tyrreńskiego do wybrzeża Adriatyku. Profil trasy jest bardzo zmienny, co daje szansę wykazania się na kolejnych etapach przede wszystkim sprinterom i kolarzom wszechstronnym. Mimo że odbywa się równolegle z prestiżowym wyścigiem Paryż-Nicea, osadził się na stałe w kolarskim kalendarzu. Wielu kolarzy traktuje go jako świetne przygotowanie do znanego klasyku Mediolan-San Remo.
Rekordowym zwycięzcą jest Belg Roger De Vlaeminck, który w latach 1972–1977 stawał na najwyższym podium sześć razy z rzędu.

## Zwycięzcy
Opracowano na podstawie:
| Rok  | Pierwsze             | Drugie                 | Trzecie                  |
| ---- | -------------------- | ---------------------- | ------------------------ |
| 1966 | Dino Zandegù         | Vito Taccone           | Rolf Maurer              |
| 1967 | Franco Bitossi       | Carmine Preziosi       | Vito Taccone             |
| 1968 | Claudio Michelotto   | Italo Zilioli          | Rudi Altig               |
| 1969 | Carlo Chiappano      | Albert Van Vlierberghe | Giuseppe Fezzardi        |
| 1970 | Antoon Houbrechts    | Italo Zilioli          | Felice Gimondi           |
| 1971 | Italo Zilioli        | Georges Pintens        | Marcello Bergamo         |
| 1972 | Roger De Vlaeminck   | Josef Fuchs            | Tomas Pettersson         |
| 1973 | Roger De Vlaeminck   | Frans Verbeeck         | Gösta Pettersson         |
| 1974 | Roger De Vlaeminck   | Knut Knudsen           | Simone Fraccaro          |
| 1975 | Roger De Vlaeminck   | Knut Knudsen           | Wladimiro Panizza        |
| 1976 | Roger De Vlaeminck   | Eddy Merckx            | Gianbattista Baronchelli |
| 1977 | Roger De Vlaeminck   | Francesco Moser        | Giuseppe Saronni         |
| 1978 | Giuseppe Saronni     | Knut Knudsen           | Francesco Moser          |
| 1979 | Knut Knudsen         | Giuseppe Saronni       | Giovanni Battaglin       |
| 1980 | Francesco Moser      | Alfons De Wolf         | Dante Morandi            |
| 1981 | Francesco Moser      | Raniero Gradi          | Marino Amadori           |
| 1982 | Giuseppe Saronni     | Gerrie Knetemann       | Greg LeMond              |
| 1983 | Roberto Visentini    | Gerrie Knetemann       | Francesco Moser          |
| 1984 | Tommy Prim           | Erich Mächler          | Roberto Visentini        |
| 1985 | Joop Zoetemelk       | Acácio da Silva        | Stefan Mutter            |
| 1986 | Luciano Rabottini    | Francesco Moser        | Giuseppe Petito          |
| 1987 | Rolf Sørensen        | Giuseppe Calcaterra    | Tony Rominger            |
| 1988 | Erich Mächler        | Tony Rominger          | Rolf Sørensen            |
| 1989 | Tony Rominger        | Rolf Gölz              | Charly Mottet            |
| 1990 | Tony Rominger        | Zenon Jaskuła          | Gilles Delion            |
| 1991 | Herminio Díaz Zabala | Federico Ghiotto       | Raúl Alcalá              |
| 1992 | Rolf Sørensen        | Raúl Alcalá            | Fabian Jeker             |
| 1993 | Maurizio Fondriest   | Andrei Tchmil          | Stefano Della Santa      |
| 1994 | Giorgio Furlan       | Jewgienij Bierzin      | Stefano Colagè           |
| 1995 | Stefano Colagè       | Maurizio Fondriest     | Dmitrij Konyszew         |
| 1996 | Francesco Casagrande | Ołeksandr Honczenkow   | Gianluca Pianegonda      |
| 1997 | Roberto Petito       | Gianluca Pianegonda    | Beat Zberg               |
| 1998 | Rolf Järmann         | Franco Ballerini       | Jens Heppner             |
| 1999 | Michele Bartoli      | Davide Rebellin        | Stefano Garzelli         |
| 2000 | Abraham Olano        | Jan Hruška             | Juan Carlos Domínguez    |
| 2001 | Davide Rebellin      | Gabriele Colombo       | Michael Boogerd          |
| 2002 | Erik Dekker          | Danilo Di Luca         | Óscar Freire             |
| 2003 | Filippo Pozzato      | Danilo Di Luca         | Ruggero Marzoli          |
| 2004 | Paolo Bettini        | Óscar Freire           | Erik Zabel               |
| 2005 | Óscar Freire         | Alessandro Petacchi    | Danilo Hondo             |
| 2006 | Thomas Dekker        | Jörg Jaksche           | Alessandro Ballan        |
| 2007 | Andreas Klöden       | Kim Kirchen            | Aleksandr Winokurow      |
| 2008 | Fabian Cancellara    | Enrico Gasparotto      | Thomas Lövkvist          |
| 2009 | Michele Scarponi     | Stefano Garzelli       | Andreas Klöden           |
| 2010 | Stefano Garzelli     | Michele Scarponi       | Cadel Evans              |
| 2011 | Cadel Evans          | Robert Gesink          | Michele Scarponi         |
| 2012 | Vincenzo Nibali      | Chris Horner           | Roman Kreuziger          |
| 2013 | Vincenzo Nibali      | Chris Froome           | Alberto Contador         |
| 2014 | Alberto Contador     | Nairo Quintana         | Roman Kreuziger          |
| 2015 | Nairo Quintana       | Bauke Mollema          | Rigoberto Urán           |
| 2016 | Greg Van Avermaet    | Peter Sagan            | Bob Jungels              |
| 2017 | Nairo Quintana       | Rohan Dennis           | Thibaut Pinot            |
| 2018 | Michał Kwiatkowski   | Damiano Caruso         | Geraint Thomas           |
| 2019 | Primož Roglič        | Adam Yates             | Jakob Fuglsang           |
| 2020 | Simon Yates          | Geraint Thomas         | Rafał Majka              |
| 2021 | Tadej Pogačar        | Wout van Aert          | Mikel Landa              |
| 2022 | Tadej Pogačar        | Jonas Vingegaard       | Mikel Landa              |
| 2023 | Primož Roglič        | João Almeida           | Tao Geoghegan Hart       |
| 2024 | Jonas Vingegaard     | Juan Ayuso             | Jai Hindley              |
| 2025 | Juan Ayuso           | Filippo Ganna          | Antonio Tiberi           |

## Osiągnięcia Polaków
Polacy siedmiokrotnie zajmowali miejsca w czołowej dziesiątce klasyfikacji generalnej tego wyścigu. W 2018 roku w klasyfikacji generalnej zwyciężył Michał Kwiatkowski, ponadto w 1990 roku Zenon Jaskuła zajął 2. miejsce.
Polscy kolarze trzykrotnie wygrywali etapy – Lech Piasecki w 1987 i 1989 roku oraz Czesław Lang w 1983 roku.